# Martine Broda
Martine Broda (ur. 17 marca 1947 w Nancy, zm. 23 kwietnia 2009 w Paryżu) – francuska poetka, tłumaczka, filolog.
Pochodziła z rodziny polskich Żydów, którzy w 1923 opuścili Łódź i zamieszkali we Francji. Jej matka i jej siostra walczyły we francuskim ruchu oporu, po aresztowaniu w 1944 zostały przetransportowane do Auschwitz-Birkenau, a następnie do Bergen-Belsen i Theresienstadt, gdzie w 1945 wyzwoliła je Armia Czerwona. Martine Broda studiowała filologię i filozofię, po ukończeniu nauki pracowała jako językoznawczyni, tłumaczka i filozofka. Prowadziła w Centre national de la recherche scientifique badania nad współczesną poetyką, wykładała w École des hautes études en sciences sociales. Regularnie publikowała swoje felietony na łamach „Action poétique”.

## Twórczość

### Poezja
- Éblouissements, Flammarion, 2003.
- Poèmes d'été, Flammarion, 2000.
- Huit Pages à propos de la Shoah oraz Robert Antelme, Gallimard, 1996.
- Poèmes d'Éblouissements oraz 29 femmes/une anthologie, Stock, 1994.
- Grand jour, Belin, 1994.
- Ce recommencement, Unes, 1992 (współpraca: Frédéric Benrath).
- Passage, Lettres de Casse, 1985.
- Tout ange est terrible, Clivages, 1983 (współpraca: André Marfaing).
- Double, La Répétition, 1978 (współpraca: Gisèle Celan-Lestrange).

### Tłumaczenia
- Paul Celan, La Rose de personne / Die Niemandsrose, 1979. Nowa edycja: Corti, 2002.
- Paul Celan, Grille de parole, Bourgois, 1991.
- Paul Celan, Enclos du temps, Clivages, 1985.
- Nelly Sachs, Énigmes en feu w Eli, lettres, Énigmes en feu, Belin, 1989.
- Nelly Sachs, Celle qui se met en quête w Po&sie, nr. 69/1994.
- T.S. Eliot, East Coker, w Europe nr.830-831/1998.
- Walter Benjamin, La Tâche du traducteur.

### Opracowania
- Pour Roberto Juarroz, Corti, 2002.
- L'amour du nom, essai sur le lyrisme et la lyrique amoureuse, José Corti, 1997.
- Dans la main de personne, essai sur Paul Celan, Cerf, 1986; Cerf, 2002.
- Jouve, L'Âge d'homme et Cistre, 1981.